# 张俭 (辽朝)
张俭（963年—1053年），字仲宝，南京道宛平县人，辽朝官员、异姓王。

## 生平
父張雍，母劉氏，统和十四年（996年）举进士第一（狀元），为云中府（雲州）幕僚。辽圣宗出猎雲中，按例地方官应该进献本地特产异宝，节度使说：“臣的辖区没有其他特产，只有幕僚张俭，一代之宝。”圣宗召见张俭，张俭奏对言及世务，奏事三十件。圣宗见张俭举止大方、神态自若，对世务洞察秋毫。从此张俭开始颇受重用。任监察御史，在行在供职。统和二十九年（1011年），任礼部郎中、知制诰、直枢密院，充贺宋真宗生辰副使。開泰元年（1012年），任政事舍人。開泰二年（1013年），任枢密直学士。開泰三年（1014年），加官工部侍郎、知制誥。開泰四年（1015年），進参知政事、同知枢密院事。開泰七年（1018年），守司徒、政事令。太平五年（1025年）三月，出任武定军节度使、同政事門下平章事，六月，轉任彰国軍節度使。十二月，移镇大同軍節度使。太平六年（1026年）三月，入为南院枢密使，参知政事吳叔達與張儉不協，聖宗怒，吳叔達左遷康州刺史。张俭拜左丞相、政事令。景福元年（1031年），受圣宗遗诏辅佐太子耶律宗真。遼興宗即位，张俭任太傅，賜同德功臣称号。重熙元年（1032年），拜太师、中书令。重熙四年（1035年），致仕，加尚父位，封秦国公，賜号貞亮弘靖耆德功臣。重熙五年（1036年），張俭提出要興宗幸礼部貢院，親自測試進士。重熙六年（1037年），封韩王。重熙十一年（1042年），徙封陳王。
张俭生活简朴，张俭經常給与親舊財物，自己過粗食粗衣的生活。興宗同情张俭清貧，取内府之布，給他做衣服。张俭把袍服穿了三十多年，以此讽喻皇帝戒奢从俭。興宗賜张俭弟五人進士及第的身份，张俭固辞。曾有八人作為盗賊被捕處死，後來真正的犯人落網，八人的家人訴冤，张俭要求再審，興宗不同意，张俭上諫請求恢復八人名誉。张俭任宰相之位二十年，從一線回家隱居。宋朝國書詞句對遼國無礼，興宗想要親征北宋，到张俭家聽取意見。张俭説以利害，又說：「第遣一使問之，何必遠勞車駕？」興宗取消南征計劃。重熙二十二年（1053年），张俭去世。享年九十一岁。勅命葬於宛平縣。

## 家族

### 妻
- 于氏（齊国夫人，武清縣令于澄長女）

### 子女
- 长子，張禹称
- 次子，張嗣甫
- 三子，張嗣宗（衛尉少卿、輕車都尉）
- 長女（王景運妻）
- 次女（鄭弘節妻）

## 延伸阅读
[在维基数据编辑]
 《遼史/卷80》，出自脱脱《遼史》